# Spielzeug Welten Museum Basel

Das Spielzeug Welten Museum Basel von einem Dach am Barfüsserplatz fotografiert.

Das Spielzeug Welten Museum Basel (bis 1. März 2012 Puppenhausmuseum) befindet sich in der Schweizer Stadt Basel und ist das grösste Museum seiner Art in Europa. Es gehört der Mäzenin Gigi Oeri, wurde von ihr aufgebaut und öffnete 1998 seine Tore.
Die Ausstellung mit über 6000 Teddybären, Puppen, Kaufmannsläden, Puppenhäusern und Miniaturen ist einzigartig in Europa. Das Museum in der Basler Innenstadt beherbergt mit über 2500 Teddys die weltgrösste Sammlung alter Teddybären. Zudem finden laufend Sonderausstellungen zu ausgesuchten Themengebieten statt.
Im Museum befinden sich ebenfalls ein Restaurant und ein Museumsshop mit einer auch für Sammler interessanten Auswahl an Puppen, Teddys und Miniaturen.
Im Spielzeug Welten Museum Basel sind sämtliche Räume vom Parterre bis in den 4. Stock rollstuhlgängig. Für Personen mit eingeschränktem Hörvermögen oder mit einem Hörgerät stehen im Museum Hörsysteme zur Verfügung.